# Заветници
Српска странка Заветници (скраћено ССЗ), позната као Заветници, је политичка странка у Србији. Председница странке је Милица Ђурђевић Стаменковски. Назив носи по косовском завету.
Заступа суверенистичке ставове према Косову и Метохији и подржава уједињење Србије и Републике Српске. Такође је друштвено-конзервативна и подржава промену имиграционог система Србије. Евроскептична и анти-НАТО странка, залаже се за успостављање ближих односа са Русијом и Кином. Од октобра 2023. део је коалиције Национално окупљање.
По сопственим тврдњама, странка је била опозиционе оријентације актуелној власти СНС, али после избора одржаних 2023. године, при формирању Владе у 2024. години, председница странке Милица Ђурђевић Стаменковски ушла је у Владу Републике Србије са владајућом СНС. На изборе за град Београд у 2024. години излазе у коалицији са СНС-ом.

## Идеологија
Позиционирана је на крајњој десници на политичком спектру. Ултранационалистичка је странка, као и чврсто друштвено-конзервативна. Противи се нелегалној имиграцији. Такође се противи уласку Србије у Европску унију и НАТО, те подржава успостављање ближих веза са Русијом и Кином.
Противи признању независности Републике Косово и води суверенистичку политику према Косову и Метохији. Противи се Бриселском споразуму из 2013. и залаже се за његово укидање, као и повратак Војске Србије на простор Косова и Метохије. Подржала је иницијативу да се Косово и Метохија поново населе Србима са насељима у стилу кибуца. У октобру 2022. заједно са Народном странком, Новом демократском странком Србије и Дверима потписала је заједничку Декларацију о реинтеграцији Косова и Метохије у уставно-правни поредак Србије.

## Резултати на изборима
| Година | Вођа                         | Гласови          | %                | Мандати  | Промена | Статус           |
| ------ | ---------------------------- | ---------------- | ---------------- | -------- | ------- | ---------------- |
| 2012.  | Стефан Стаменковски          | није учествовала | није учествовала | 0 / 250  | 0       | ванпарламентарна |
| 2014.  | Стефан Стаменковски          | 4.514            | 0,13%            | 0 / 250  | 0       | ванпарламентарна |
| 2016.  | Стефан Стаменковски          | 27.690           | 0,73%            | 0 / 250  | 0       | ванпарламентарна |
| 2020.  | Стефан Стаменковски          | 45.950           | 1,43%            | 0 / 250  | 0       | ванпарламентарна |
| 2022.  | Милица Ђурђевић Стаменковски | 141.227          | 3,82%            | 10 / 250 | 10      | опозиција        |
| 2023.  | Милица Ђурђевић Стаменковски | 105.165          | 2,83%            | 0 / 250  | 10      | влада            |

| Година | Кандидат                     | 1. круг | 1. круг | 2. круг | 2. круг | Резултат |
| Година | Кандидат                     | Гласови | %       | Гласови | %       | Резултат |
| ------ | ---------------------------- | ------- | ------- | ------- | ------- | -------- |
| 2022.  | Милица Ђурђевић Стаменковски | 160.553 | 4,33%   | —       | —       |          |